# چوب‌پری کلاه‌بنفش
چوب‌پری کلاه‌بنفش (نام علمی: Thalurania glaucopis) نام یک گونه از سرده چوب‌پری است.